# Jadwiga Rzewuska

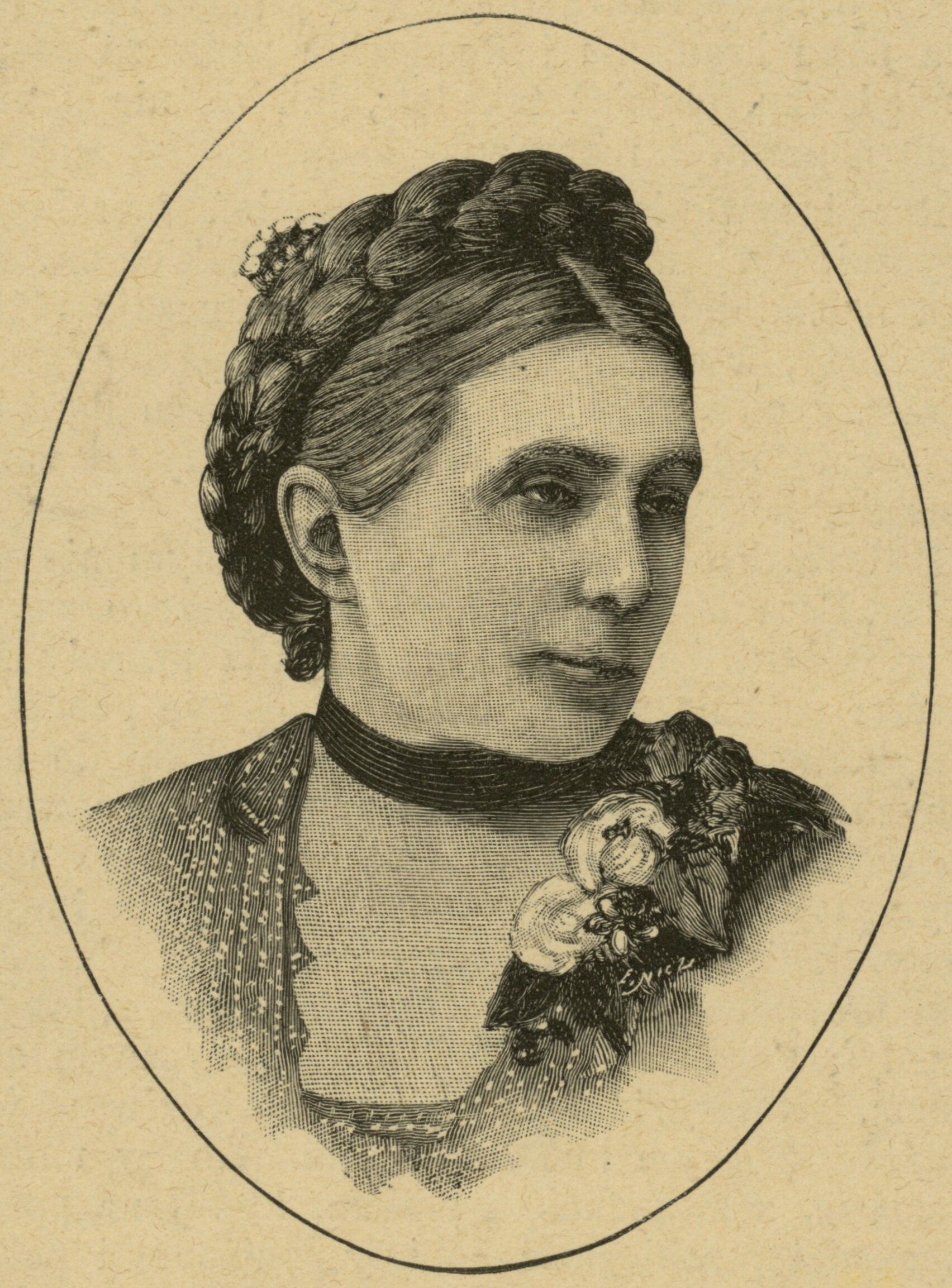
Jadwiga Rzewuska (10 stycznia 1889)

Jadwiga z Jaczewskich Rzewuska, pseudonim Ludwik Piotr Leliwa (ur. 1843, zm. 23 lipca 1889 w Wierzchowni) – polska pisarka historyczna, autorka książek o charakterze patriotycznym publikowanych u Władysława Ludwika Anczyca w Krakowie. Mieszkała głównie w Petersburgu.
Córka Teodora Jaczewskiego i Ludwiki Marii Lewald-Jezierskiej (wg PSB matka nosiła imię Jadwiga). W 1860 poślubiła hrabiego Adama Rzewuskiego, generała rosyjskiego. Była matką Stanisława Rzewuskiego, powieściopisarza i dramatopisarza i macochą Katarzyny Radziwiłłowej, publicystki, pamiętnikarki i powieściopisarki. Bratem jej męża był słynny w XIX wieku pisarz, Henryk Rzewuski (autor m.in. Pamiątek Soplicy)

## Twórczość
- Wielka rodzina w wielkim narodzie (1879)
- Mieczem i krzyżem (1880)
- Jan Sobieski i jego wiek (4 tomy, 1882–1885)
- Credo (1886)
- Myśli szlachcica polskiego (1888)